# Limenitis syrna
Limenitis syrna är en fjärilsart som beskrevs av Hans Fruhstorfer 1915. Limenitis syrna ingår i släktet Limenitis och familjen praktfjärilar. Inga underarter finns listade i Catalogue of Life.